# Prezidentská medaile svobody
Prezidentská medaile svobody (anglicky Presidential Medal of Freedom) je ocenění udělované prezidentem Spojených států amerických, které je, společně se Zlatou medailí Kongresu, nejvyšším civilním vyznamenáním ve Spojených státech amerických.
Vyjadřuje uznání jednotlivcům, kteří „mimořádně záslužně přispěli k bezpečnosti či národním zájmům Spojených států, ke světovému míru, či ke kulturnímu nebo jinému významnému veřejnému či soukromému úsilí“. Její udělení není omezeno na občany Spojených států, a přestože jde o civilní ocenění, může být uděleno i příslušníku vojenských složek a může být nošena na uniformě. V roce 2003 se stal držitelem Václav Havel.
Ocenění vzniklo v roce 1963 a nahradilo původní Medaili svobody, kterou v roce 1945 založil prezident Harry S. Truman.

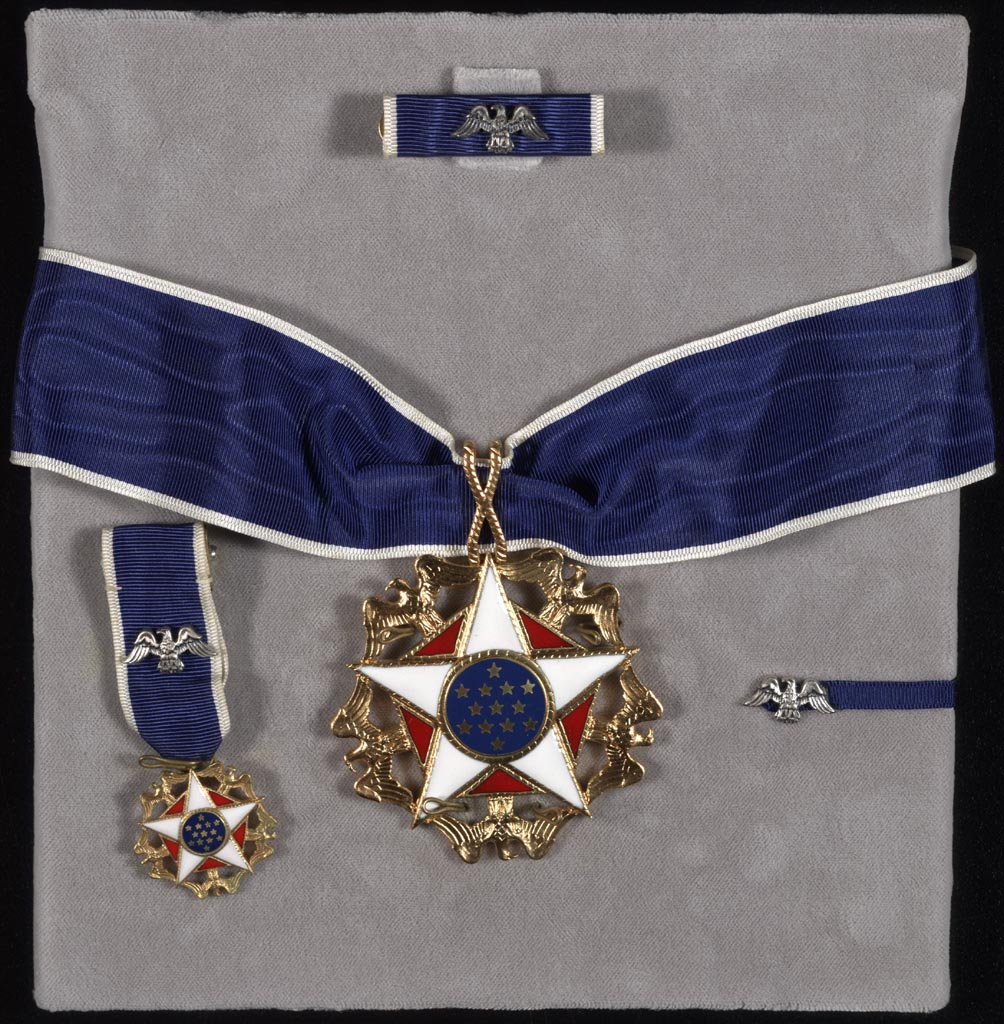
Prezidentská medaile svobody